# Colonia Morelos, Villa de Tezontepec
Colonia Morelos är en ort i Mexiko.   Den ligger i kommunen Villa de Tezontepec och delstaten Hidalgo, i den sydöstra delen av landet, 60 km nordost om huvudstaden Mexico City. Colonia Morelos ligger 2 330 meter över havet och antalet invånare är 1 284.
Terrängen runt Colonia Morelos är platt västerut, men österut är den kuperad. Runt Colonia Morelos är det ganska tätbefolkat, med 58 invånare per kvadratkilometer. Närmaste större samhälle är Tizayuca, 17,7 km väster om Colonia Morelos. Omgivningarna runt Colonia Morelos är i huvudsak ett öppet busklandskap.